# Salbitschijen
Salbitschijen är en bergstopp i Schweiz.   Den ligger i kantonen Uri, i den centrala delen av landet, 90 km öster om huvudstaden Bern. Toppen på Salbitschijen är 2 981 meter över havet, eller 90 meter över den omgivande terrängen. Bredden vid basen är 0,16 km.
Terrängen runt Salbitschijen är huvudsakligen mycket bergig. Närmaste större samhälle är Erstfeld, 17,9 km nordost om Salbitschijen. 
Trakten runt Salbitschijen består i huvudsak av gräsmarker. Runt Salbitschijen är det glesbefolkat, med 9 invånare per kvadratkilometer.